# Konrad I (król niemiecki)
Konrad I (ur. ok. 890, zm. 23 grudnia 918) – książę Frankonii, król niemiecki 911–918 z frankońskiej dynastii Konradynów.
W 911 w wyniku elekcji objął tron niemiecki po śmierci ostatniego z niemieckich Karolingów Ludwika IV Dziecięcia. Od początku napotykał na liczne problemy. Najpierw utracił królestwo Lotaryngii, które za Ludwika III było połączone z Niemcami unią personalną, na rzecz Karola III Prostaka, który połączył je z Francją. Poza tym w Niemczech na skutek najazdów Węgrów, Normanów i Słowian panowała anarchia.
Chaos spotęgowało niemieckie możnowładztwo dążące do niezależności. W Bawarii tendencje takie przejawiali książęta z rodu Arnulfingów. W dorzeczu górnego Renu i Dunaju tworzyło się właśnie księstwo szwabskie w ogniu walk między margrabiami a feudałami duchownymi z biskupem Konstancji na czele. W sporze tym Konrad I poparł Kościół i dzięki jego pomocy wolność odzyskał biskup Salomon III.
Mimo to władca nie zdołał zmusić przeciwników do kapitulacji. W 917 Burchard II opanował ostatecznie Szwabię i zdobył godność książęcą. Najgroźniejszym przeciwnikiem Konrada I był jednak książę saski Henryk Ptasznik (późniejszy król Niemiec) z najbogatszego w tym czasie w Niemczech rodu Ludolfingów panujących w Saksonii. W konflikcie z możnowładztwem Konrad I oparł się na Kościele, ale w praktyce nie uporał się z przeciwnikami do końca życia. Umierając w 918 roku, na swego następcę wskazał Henryka, księcia saskiego.